# Chutes Wagenia
Les chutes Wagenia, également connues sous le nom de Stanley Falls,, sont situées dans la province de la Tshopo,, dans le nord-est de la République démocratique du Congo. Elles constituent l'une des plus impressionnantes formations naturelles du pays et attirent de nombreux visiteurs pour leur beauté et leur histoire.

## Toponymie
Le nom « Wagenia » provient du peuple Wagenya ou Enya,, un groupe ethnique des pêcheurs qui habitent les rives des chutes au long du fleuve Congo, entre Kisangani et Ubundu et est réputé pour sa technique de pêche traditionnelle unique. Cette technique ancestrale et périlleuse est pratiquée à l'aide de trépieds en bois et de nasses coniques installées dans les rapides de la rivière Lualaba,. Les chutes étaient autrefois appelées Stanley Falls, un nom donné par les explorateurs européens à l'époque coloniale.

## Histoire

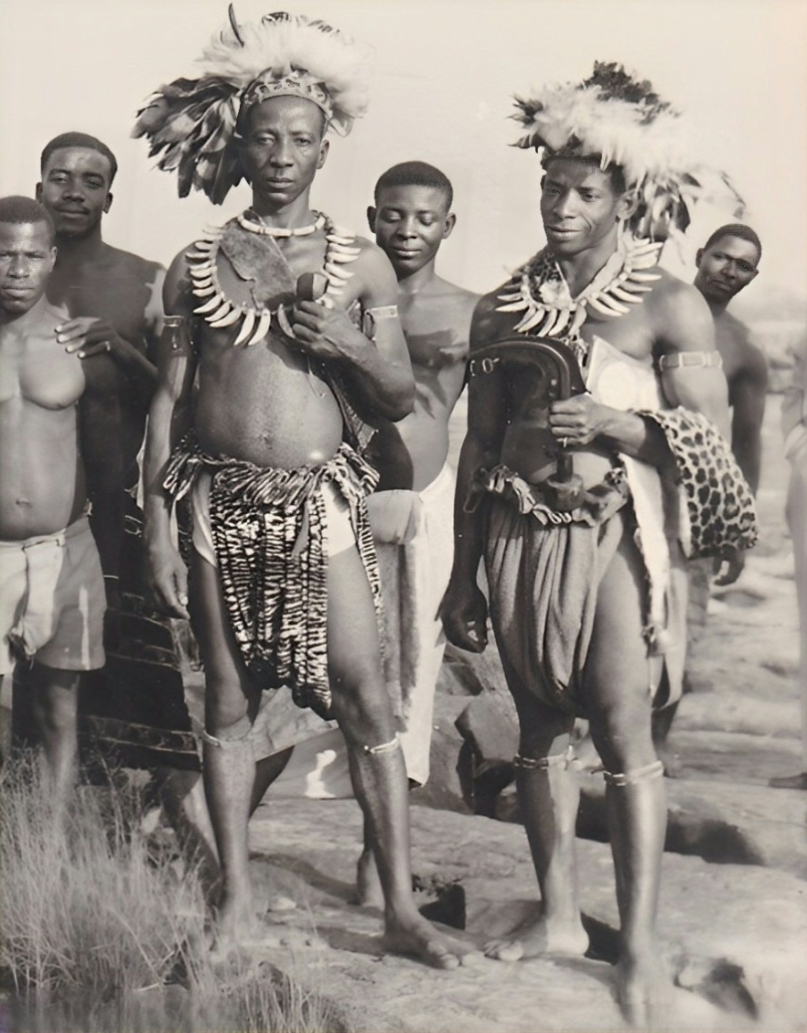
Le chef du peuple Enya entouré par ses habitants, les pêcheurs des chutes Wagenia

Les chutes Wagenia font partie des sept chutes de Boyoma, et elles sont la septième et dernière cascade de cette série. Ce site a été un lieu de vie et de subsistance pour les habitants de la région, qui exploitent les ressources de la rivière Lualaba. La technique de pêche locale, unique au monde, reflète l'ingéniosité et le courage des Wagenya qui s'aventurent quotidiennement dans les eaux tumultueuses. En 2015, une découverte intrigante a été faite par un chercheur congolais, qui a affirmé avoir trouvé des traces d'un mammifère préhistorique sur le site, suscitant l'intérêt de la communauté scientifique,.

## Description

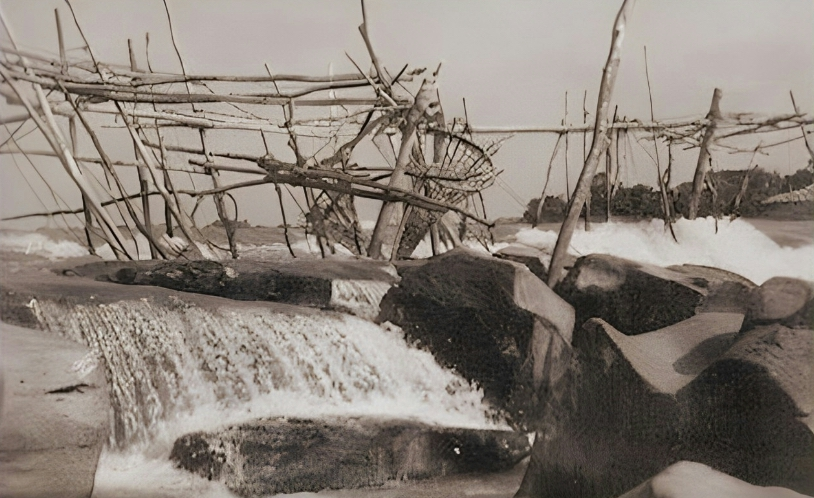
Les chutes rapides de Wagenia

Les chutes Wagenia s’étendent sur environ 4 500 pieds de largeur, ce qui en fait l'une des plus vastes cascades au monde. Elles surpassent en taille les célèbres chutes du Niagara, situées entre la frontière canadienne et celle des États-Unis. La formation géologique des chutes et la puissance des rapides en font un spectacle saisissant et un site d'intérêt touristique,. En plus d'être une attraction populaire, les chutes ont également un potentiel pour la production d'énergie hydroélectrique.

## Géographie

### Climat
Les chutes Wagenia sont situées sur la rivière Lualaba, entre les villes de Kisangani et d’Ubundu. Le climat de cette région est équatorial, chaud et humide, avec des précipitations abondantes toute l’année. La forêt environnante et la proximité du fleuve créent un écosystème riche, bien que les habitants de la région soient majoritairement concentrés dans les zones urbaines et périurbaines de Kisangani.

## Villes environnantes
Kisangani, la principale ville à proximité des chutes Wagenia, est un centre urbain important pour le commerce et le transport dans le nord-est de la République démocratique du Congo. Ubundu, ville portuaire située en aval, joue également un rôle clé dans les échanges le long de la rivière Lualaba. Ces deux villes, en plus de faciliter l'accès aux chutes, constituent des points d’intérêt pour les visiteurs qui explorent cette région unique du Congo.

## Tourisme et développement durable
Les chutes Wagenia font partie des sites touristiques les plus prisés dans la région de Kisangani. Avec le développement du tourisme en cours dans le pays, elles représentent une opportunité pour le gouvernement de promouvoir un tourisme durable et respectueux de l'environnement, qui valoriserait le patrimoine naturel et culturel de cette région emblématique,,.

## Galerie

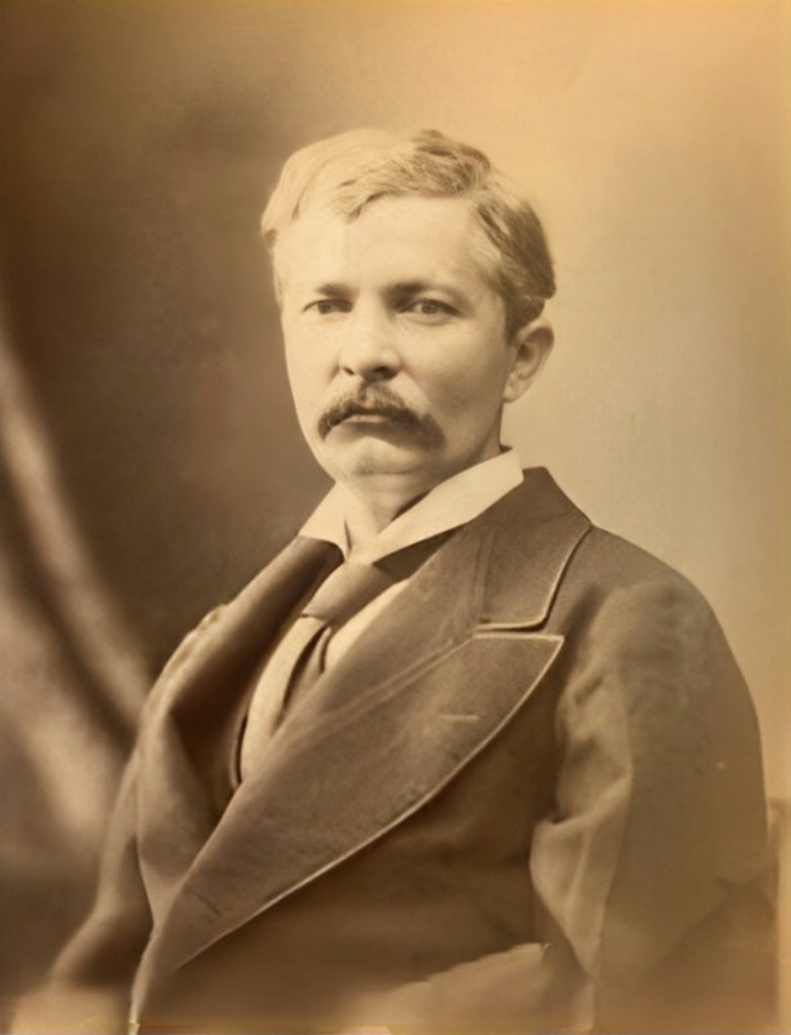
Henry Morton Stanley, le bâtisseur de Stanley Falls, ancien nom des chutes Wagenia
Hamed bin Mohammed el Marjebi, surtout connu comme Tippo Tip, le transporteur des esclaves vers les chutes Wagenia
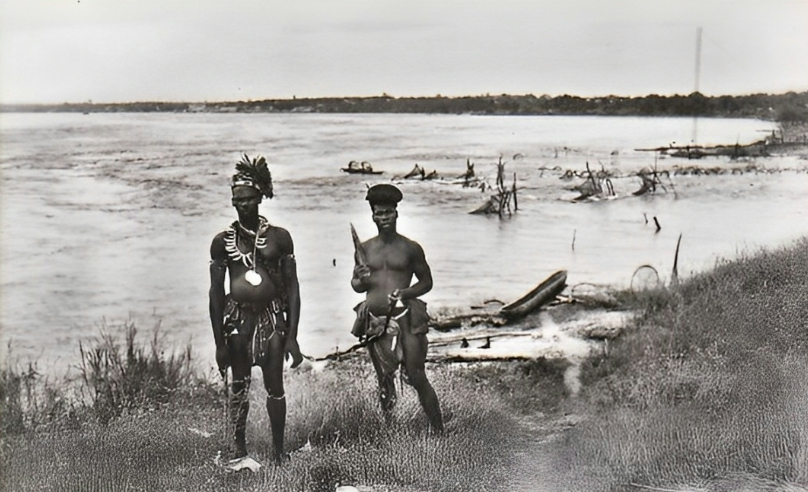
Les pêcheries des Wagenias sur le fleuve Congo
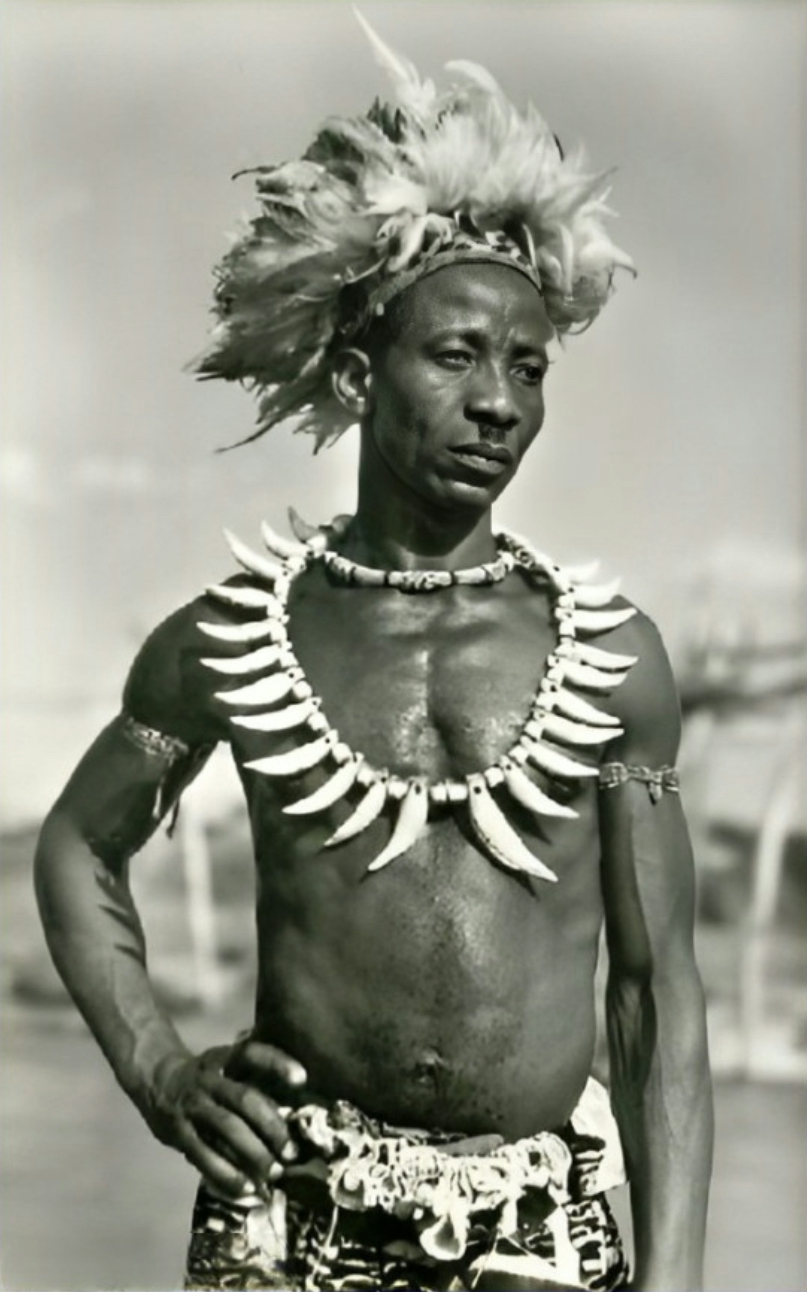
Chef de l’ethnie Enya, les pêcheurs situé au bord des chutes Wagenia